# Politiezone Neteland
De Politiezone Neteland (zonenummer 5369) is een Belgische politiezone bestaande uit de Antwerpse gemeenten Herentals, Olen, Grobbendonk, Herenthout en Vorselaar. De zone bestrijkt een werkgebied van 150,3 km². De naam verwijst naar de streeknaam, gebaseerd op de ligging van de Grote en Kleine Nete.
De zone staat onder leiding van waarnemend korpschef Pieter Hendrickx. Het korps telt (mei 2023) 110 geüniformeerde politiemensen en 26 administratieve medewerkers.
Het hoofdcommissariaat van de politiezone is gevestigd op de Molenvest 23 in Herentals.